# Jasså jul?
Jasså jul? är ett julmusikalbum från 2001 av Galenskaparna och After Shave med låtar från deras föreställning Jul Jul Jul.

## Låtförteckning
All musik, text och svenska översättningar är gjorda av Claes Eriksson om inget annat anges. Med sång av
1. "Familjen Falke firar jul" – 4:47 -Jan, Knut, Kerstin, Anders, Claes, Per
  - a) "Granen" (Musik: Knut Agnred, Jan Corneliusson, Lars Moberg, Jan Gunér) – 1:16
  - b) "Jag tror på tomten" (Rolf Soja, Frank Dostal) – 1:00
  - Originaltitel: "Yes Sir I Can Boogie"
  - c) "Vi tror på tomten, yeah" (Patrick Hernandez) – 1:16
  - Originaltitel: "Born to be Alive"
  - d) "Vad säger tomten?" (Daniel Vangarde, Jean Kluger, Nelly Byl) – 1:15
  - Originaltitel: "Que Sera Mi Vida"
2. "Julpoängpromenaden" – 2:43 -Claes
3. "Jasså Jul?" (Arthur Singer, John Medora, David White) – 2:30 -Jan, Knut, Kerstin, Anders, Per
  - Originaltitel: "At the Hop"
4. "Min ständiga julklapp" (George Formby, Eddie Latta) – 3:06 -Anders
  - Originaltitel: "My Grandad's Flanalette Night Shirt"
5. "Jul" (Musik: K. Agnred) – 2:41 -Knut
6. "Hejsan hoppsan här kommer julen" – 3:23 -Claes, Anders, Knut, Kerstin, Jan, Per
7. "Julbocken" (Vincent C. Finneran, John L. Finneran) – 2:27 -Per, Kerstin, Jan, Anders, Knut
  - Originaltitel: "Dear One"
8. "Kalle Kotte" (Text & musik: K. Agnred) – 2:10 -Peter, Knut, Per, Jan
9. "Fet Jul" (Musik: K. Agnred, J. Corneliusson – text: K. Agnred) – 2:33 -Knut
10. "Julens färger" (Musik: André Popp) – 2:43  -Claes, Jan
  - Originaltitel: "L'Amour Est Bleu"
11. "Mera glögg" (Musik: Björn Skifs, Bengt Palmers – text: K. Agnred) – 3:36 -Knut, Kerstin, Anders, Claes, Per
  - Originaltitel: "Mera regn"
12. "Inte bara glögg" (Text: Jan Rippe) – 5:16 -Jan
13. "Farbror Stig är NK-tomte nu" (Harry Gifford, Fred E. Cliffe, G. Formby) – 2:44 -Anders
  - Originaltitel: "Mr. Wu's a Window Cleaner Now"
14. "En gammal jul" (Paul Anka) – 2:21 -Knut, Per, Peter, Jan
  - Originaltitel: "Puppy Love"
15. "Nya Julevangeliet" – 7:05 -Claes
16. "Farbror Frej" – 2:08 -Anders
17. "Killen i krubban" (Barry Manilow, Jack Feldman, Bruce Sussman) – 3:32 -Per, Knut, Jan, Anders, Kerstin, Claes
  - Originaltitel: "Dancin' Fool"

Alla låtar är inspelade och mixade i Den ofattbara studion 2001, förutom:
Spår 1, 2, 11, 12, 13, 15, 16, 17 – Ur föreställningen Jul Jul Jul, inspelad på Lorensbergsteatern, december 2000.
Spår 8 – inspelad 1982 i Vivaldi Studios.
Spår 14 – inspelad 1989 i Tuff Studio.

## Medverkande
- Galenskaparna och After Shave:
  - Knut Agnred — sång
  - Anders Eriksson — sång, ukulele (4, 13)
  - Claes Eriksson — sång
  - Per Fritzell — sång
  - Kerstin Granlund — sång
  - Jan Rippe — sång
  - Peter Rangmar — sång (8), kör (14)
- Den ofattbara orkestern:
  - Jan Gunér — bas
  - Lars Moberg — gitarr
  - Måns Abrahamsson — trummor, percussion
  - Jan Corneliusson — keyboards
- Övriga musiker:
  - Charles Falk — keyboards (8, 14)
  - Bernard Löhr — gitarr (8)
  - Lars Erhage — trummor (8)